# Serhou Guirassy
Serhou Yadaly Guirassy (ur. 12 marca 1996 w Arles) – gwinejski piłkarz pochodzenia francuskiego, występujący na pozycji napastnika w niemieckim klubie Borussia Dortmund oraz w reprezentacji Gwinei.

## Kariera klubowa

### VfB Stuttgart
W sezonie 2023/24 Serhou Guirassy w zaledwie ośmiu kolejkach Bundesligi strzelił aż 14 goli dla VfB Stuttgart. Serię przerwała jednak kontuzja odniesiona w meczu z Unionem Berlin 21 października 2023.

## Kariera reprezentacyjna
Serhou Guirassy był reprezentantem Francji, występował w drużynach do lat 16, 19 i 20.
10 marca 2022 selekcjoner Kaba Diawara powołał go w skład reprezentacji seniorów Gwinei. 25 marca 2022 zadebiutował w meczu przeciw Republice Południowej Afryki.

## Życie osobiste
Serhou Guirassy urodził się Arles w departamencie Delta Rodanu we Francji, w rodzinie pochodzącej z Gwinei. 